# 新樟
新樟（学名：Neocinnamomum delavayi）为樟科新樟属下的一个种。